# Avenue Secrétan
Avenue Secrétan je ulice v Paříži. Nachází se v 19. obvodu.

## Poloha
Ulice vede od křižovatky s Rue Manin a Avenue Mathurin-Moreau a končí na křižovatce s Avenue Jean-Jaurès a Boulevard de la Villette.

## Historie
Ulice v dnešní podobě vznikla 4. listopadu 1880 sloučením následujících ulic:
- část Rue de Puebla mezi Boulevardem de La Villette a Rue de Meaux, která se jmenovala Rue Drouin-Quintaine
- část Rue Fessart mezi Rue de Meaux a Rue Manin, přejmenovaná v roce 1868 na Rue Secrétant.

Dne 21. března 1911 byla přejmenována z Rue Secrétant na Avenue Secrétan. Antoine Joseph Secrétan (1773–1837) po kterém ulice nese své jméno, byl plukovník 8. později 1. pěchotního pluku Císařské gardy.

## Zajímavé objekty
- Halle Secrétan